# Flughafen Aurangabad

i8
i11
i13
Der Flughafen Aurangabad (englisch Aurangabad Airport; auch Chhatrapati Sambhaji Maharaj Airport, IATA-Code: IXU, ICAO-Code: VAAU) ist ein 580 m hoch gelegener nationaler Flughafen ca. 7 km (Fahrtstrecke) südöstlich der Millionenstadt und Wirtschaftsmetropole Aurangabad im indischen Bundesstaat Maharashtra.

## Geschichte
Den Flughafen gibt es bereits seit den 1970er Jahren. In den Jahren 2005 bis 2008 wurden diverse Modernisierungen und Erweiterungen durchgeführt.

## Verbindungen
Der Flughafen wird von mehreren Fluggesellschaften angeflogen. Derzeit finden regelmäßige Flüge nur nach Delhi, Mumbai und Hyderabad statt.

## Sonstiges
- Der Flughafen verfügt über eine mit ILS ausgestattete 2835 m lange Start-/Landebahn, die das Starten und Landen von Düsenflugzeugen (z. B. A-320) erlaubt.
- Betreiber ist die Bundesbehörde Airports Authority of India.